# 古钩蛾属
古钩蛾属（学名：Sabra）是钩蛾科的一属。

## 下属物种
本属包括以下物种：
- 古钩蛾 Sabra harpagula (Esper, 1786)
- Sabra sinica (Yang, 1978)